# La Roche-Clermault
La Roche-Clermault település Franciaországban, Indre-et-Loire megyében. Lakosainak száma 546 fő (2022. január 1.). La Roche-Clermault Chinon, Cinais, Ligré, Marçay és Seuilly községekkel határos.

## Népesség
A település népességének változása:
| Lakosok száma | 519  | 446  | 456  | 528  | 506  | 517  | 518  | 527  | 530  | 546  |
|               | 1968 | 1982 | 1990 | 2006 | 2013 | 2015 | 2017 | 2019 | 2020 | 2022 |